# B-Real

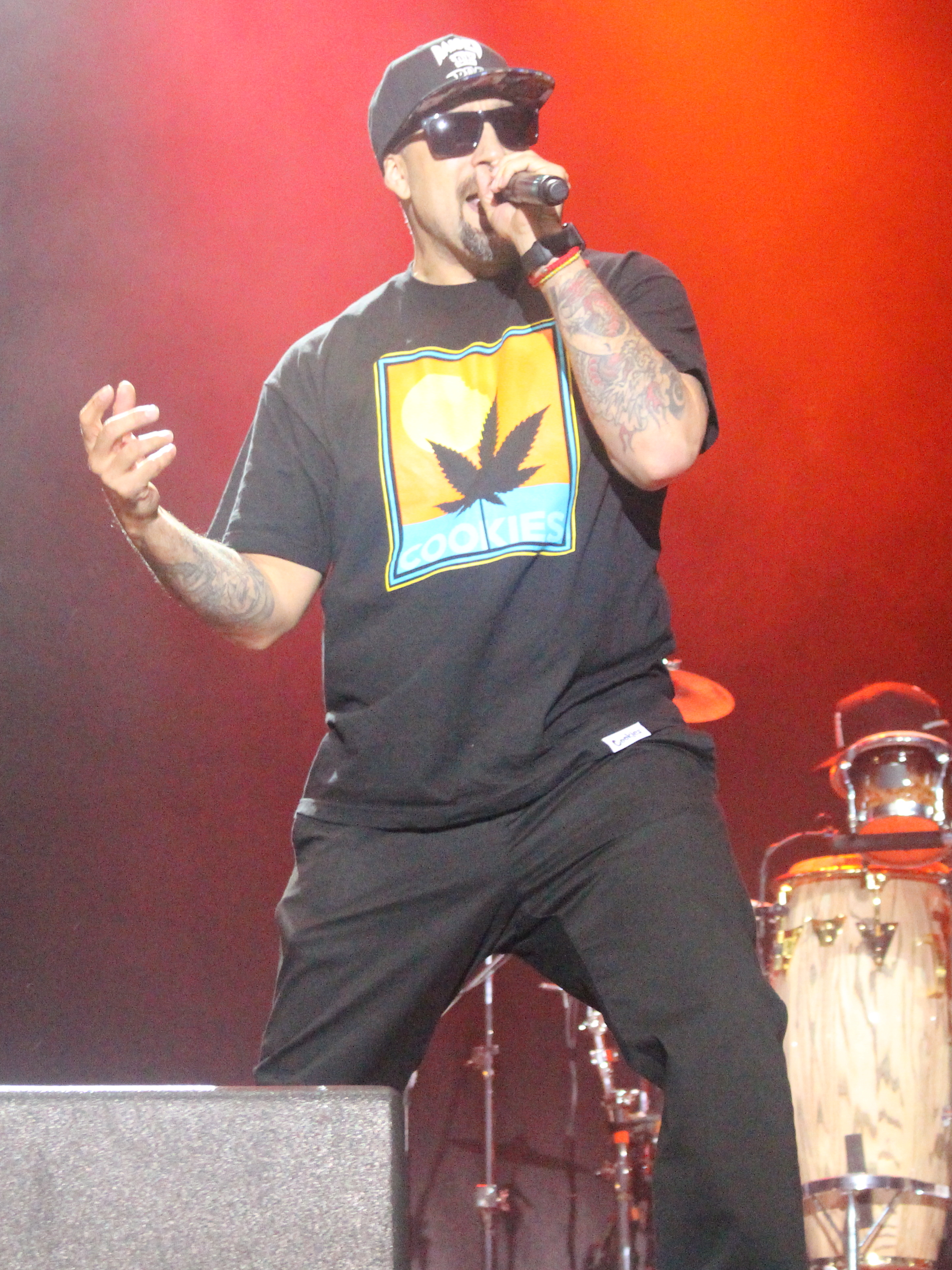
B-Real am Nova Rock 2016

B-Real (* 2. Juni 1970 in Los Angeles, Kalifornien; bürgerlich Louis Freese) ist ein US-amerikanischer Rapper, der mit der Gruppe Cypress Hill bekannt wurde.

## Leben und Werk
B-Real wurde in Los Angeles geboren. Er wuchs in South Gate auf, wo er einer Unterabteilung der Bloods-Gang beitrat. 1988 wurde er bei einem Vorfall, der mit Drogen in Zusammenhang stand, angeschossen, woraufhin er aus der Gang austrat. Im selben Jahr wurde die Gruppe Cypress Hill gegründet, in der er von Beginn an aktiv ist. Sein nasaler Sprechgesang ist sein Markenzeichen. Laut einem Interview mit Ice-T entwickelte er diesen Tonfall, da Cypress-Hill-Kollege DJ Muggs fand, dass er in seiner normalen Stimme als Rapper nicht bemerkenswert genug war.
Neben Cypress Hill war B-Real an verschiedenen anderen Projekten beteiligt. Unter anderem war er Entdecker und Förderer des Duos Psycho Realm, unterstützte Everlast auf dessen Album Eat At Whitey´s und die Metal-Band Fear Factory auf deren Album Digimortal. 2006 nahm er mit Snoop Dogg den Song Vato für dessen Album Tha Blue Carpet Treatment auf; außerdem veröffentlichte er bisher vier Solomixtapes, auf denen er unter anderem von Eminem und Mellow Man Ace unterstützt wurde. Er ist auch Mitglied des Trios Serial Killers (mit Xzibit und Demrick).
Im Februar 2009 veröffentlichte B-Real sein erstes Soloalbum unter dem Titel Smoke n Mirrors via Duck Down.
In den Jahren 2016 bis 2019 war er Mitglied in der Supergroup Prophets of Rage mit ehemaligen Rage-Against-the-Machine-Mitgliedern sowie Chuck D.

## Filme
Im Film Who’s the Man (1993) hatte B-Real neben anderen Hip-Hop-Künstlern eine kleine Gastrolle, und im selben Jahr spielte er in Meteorman ein Mitglied der „Crips“, während er selbst in seiner Jugend Mitglied der „Bloods“ war. In diesem Film waren ebenfalls DJ Muggs, Sen Dog und Naughty by Nature zu sehen. Zudem trat er mit seinen Bandkollegen von Cypress Hill im Jahre 2001 im Film So High auf. 2003 spielte er eine Nebenrolle in Shade.

## Diskografie

### Studioalben
- 2009: Smoke n Mirrors

### Mixtapes
- 2005: The Gunslinger Mixtape Volume 1
- 2006: The Gunslinger Mixtape Volume 2: Fist Full of Dollars
- 2007: The Gunslinger Mixtape Volume 3: For a Few Dollars More
- 2010: The Harvest Vol. 1
- 2013: The Medication
- 2015: The Prescription (als Dr. Greenthumb)

### EPs
- 2014: Prohibition (mit Berner 415)
- 2015: Prohibition Part 2 (mit Berner 415)
- 2016: Prohibition Part 3 (mit Berner 415)

### Mit Cypress Hill
- siehe Diskografie von Cypress Hill

### Mit Psycho Realm
- 1997: The Psycho Realm

### Mit Serial Killers
- 2013: Serial Killers Vol. 1 (mit Xzibit und Demrick)
- 2015: The Murder Show (mit Xzibit und Demrick)

### Mit Prophets of Rage
- 2016: The Party’s Over (EP)
- 2017: Prophets of Rage (Album)

### Gastbeiträge (Auswahl)
- 1992: Put Your Head Out (mit House of Pain, auf deren Album Fine Malt Lyrics)
- 1996: Hit 'em high (mit Busta Rhymes, Coolio, LL Cool J und Method Man, für den Soundtrack des Filmes Space Jam)
- 1997: Tha Way We Run It (mit MC Eiht, auf dessen Album Last Man Standing)
- 2000: No Retreat (mit den Dilated Peoples, auf deren Album The Platform)
- 2000: Xplosion (mit OutKast, auf deren Album Stankonia)
- 2000: How I Could Just Kill A Man (Live) (mit Rage Against the Machine, auf deren Album Renegades)
- 2003: 911 (mit Eminem und Boo-Yaa T.R.I.B.E., auf deren Album West Koastra Nostra)
- 2004: American Psycho II (mit D12, auf deren Album D12 World)
- 2005: Real Life (mit Guru, auf dessen Album Version 7.0: The Street Scriptures)
- 2005: Killafornia (mit The Transplants, auf deren Album Haunted Cities)
- 2006: Get U Down (Warren G ft. Ice Cube, B-Real & Snoop Dogg)
- 2006: Vato (mit Snoop Dogg, auf dessen Album The Blue Carpet Treatment, als Single erschienen)
- 2009: How Hi Can U Get (mit Tash, auf dessen Album Control Freak)
- 2014: Hanfextremist (mit King Keil, auf dessen Album Luxusdampfer)